# Condado de Piatt
El condado de Piatt es un condado estadounidense, situado en el estado de Illinois. Según el censo de los Estados Unidos del 2000, la población es de 16 365 habitantes. La cabecera del condado es Monticello.

## Geografía
Según la Oficina del Censo de los Estados Unidos, el condado tiene un área total de 1140 km² (440 millas²). De éstas 1140 km² (440 mi²) son de tierra y menos de 1 km² (0 mi²) son de agua. 

### Colindancias
- Condado de McLean  - norte
- Condado de Champaign  - este
- Condado de Douglas  - sureste
- Condado de Moultrie  - sur
- Condado de Macon  -suroeste
- Condado de Dewitt - oeste

## Historia
El Condado de Piatt se separó de los  condados de Macon y Dewitt en 1841, su nombre es en honor de James A. Piatt, un residente local quien jugó un papel importante en la formación del condado.

## Demografía
Según el censo del año 2000, hay 16 365 personas, 6475 cabezas de familia, y 4726 familias que residen en el condado. La densidad de población es de 14 hab/km² (37 hab/mi²). La composición racial tiene:
- 98.83% Blancos (No Hispanos)
- 0.62% Hispanos (Todos los tipos)
- 0.24% Negros o Negros Americanos (No Hispanos)
- 0.14% Otras razas (No Hispanos)
- 0.13% Asiáticos (No Hispanos)
- 0.57% Mestizos (No Hispanos)
- 0.08% Nativos Americanos (No Hispanos)
- 0.02% Isleños (No Hispanos)

Hay 6475 cabezas de familia, de los cuales el 33% tienen menores de 18 años viviendo con ellos, el 63.30% son parejas casadas viviendo juntas, el 6.80% son mujeres que forman una familia monoparental (sin cónyuge), y 27.00% no son familias. El tamaño promedio de una familia es de 2.5 miembros.
En el condado el 25% de la población tiene menos de 18 años, el 6.80% tiene de 18 a 24 años, el 27.60% tiene de 25 a 44, el 25.00% de 45 a 64, y el 15.50% son mayores de 65 años. La edad media es de 40 años. Por cada 100 mujeres hay 95.4 hombres. Por cada 100 mujeres mayores de 18 años hay 91.9 hombres.
Tabla de la evolución demográfica:
|       | 1900   | 1910   | 1920   | 1930   | 1940   | 1950   | 1960   | 1970   | 1980   | 1990   | 2000   |
| ----- | ------ | ------ | ------ | ------ | ------ | ------ | ------ | ------ | ------ | ------ | ------ |
| TOTAL | 17 706 | 16 376 | 15 714 | 15 588 | 14 659 | 13 970 | 14 960 | 15 509 | 16 581 | 15 548 | 16 365 |

## Economía
Los ingresos medios de un cabeza de familia el condado es de $45 752, y el ingreso medio familiar es $52 218.00 Los hombres tienen unos ingresos medios de $36 762 frente a $23 606 de las mujeres. El ingreso per cápita del condado es de $21 075.00 El 5.00% de la población y el 3.60% de las familias están debajo de la línea de pobreza. Del total de gente en esta situación, 4.80% tienen menos de 18 y el 6.20% tienen 65 años o más.

## Ciudades y pueblos

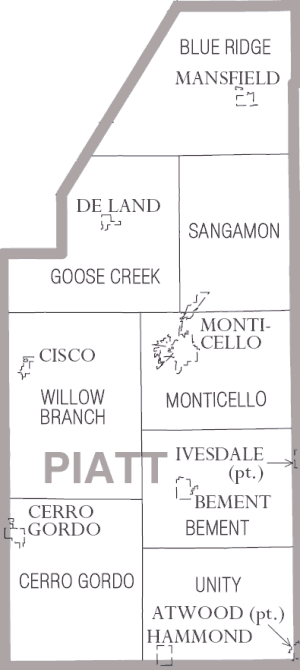
Mapa del condado.

| - Atwood - Bement - Blue Ridge - Centerville - Cerro Gordo | - Cisco - Combs - De Land - Galesville - Goose Creek | - Hammond - Harris - Lodge - Mansfield - Milmine | - Monticello - Pierson - Unity - Voorhies | - White Heath - Willow Branch |